# تيموثي راي براون
يعتبر تيموثي راي براون (بالإنجليزية: Timothy Ray Brown)‏ (11 مارس 1966 - 29 سبتمبر 2020) أول أمريكي وأول شخص في العالم يُشفى من فيروس العوز المناعي البشري (HIV). أطلق على براون الذي ولد وتعالج في ألمانيا لقب «مريض برلين» (الثاني) في مؤتمر عقد سنة 2008 في الولايات المتحدة الأمريكية حول العدوى الفيروسية الرجعية والانتهازية.

## الحالة المرضية
تم تشخيص إصابة براون بفيروس نقص المناعة البشرية (HIV) المسبب لمرض الإيدز عام 1995 للميلاد أثناء دراسته في برلين، ألمانيا. في عام 2007 للميلاد خضع لعملية تعرف باسم زرع الخلايا الجذعية أو (بالإنجليزية: hematopoietic stem cell transplantation) المكونة للدم لعلاج سرطان الدم.
تم اختيار متبرعين لديهم طفرة جينية نادرة في بروتين على سطح بعض خلايا الدم البيضاء خاصتهم ويدعى (CCR5Δ32) والمعروف عنه مقاومته لفيروس نقص المناعة البشرية. هذه الخاصية الوراثية تمنح المقاومة ضد العدوى عن طريق منع تعلق فيروس نقص المناعة البشرية (HIV) بالخلية. الأشخاص الذين يمتلكون هذه الطفرة يكون لديهم أحمالًا فيروسية أقل وتقدمًا بطيئاً بمقدار 2-3 سنوات للمرض بالإضافة لتحسن استجابة الفرد للعلاج بمضادات فيروس نقص المناعة البشرية (HIV أو retroviral) المسبب لمتلازمة نفص المناعة المكتسبة (الإيدز) بالنسبة لأقرانهم ممن يحملون البروتين الطبيعي بمفرده (CCR5).
عانى براون من داءُ الطُّعْمِ حِيَالَ الثَّوِيّ أو (بالإنجليزية:graft-versus-host disease) وهي أحد أكثر المضاعفات تعقيدا، التي تظهر بعد إجراء عملية زرع لعضو، خلية جذعية أو نقي العظم. حيث تبدأ ردة فعل مناعية حادة جدا قد تكون مميته يهاجم بها جهاز المناعة العضو أو النسيج المزروع.

## دراسات
تشير بعض الدراسات أن علاج براون الواضح كان بسبب الطبيعة غير العادية للخلايا الجذعية التي تلقاها، حيث أن مرض الطُّعْمِ حِيَالَ الثَّوِيّ الذي عانى منه براون كان يمكن أن يكون هو الذي أزال فيروس نقص المناعة الذاتية من نظامه. اعتبارا من عام 2017، أكثر من ستة أشخاص آخرين قد تم تطهيرهم من فيروس نقص المناعة البشرية بعد أن اصيبوا بمرض الطُّعْمِ حِيَالَ الثَّوِيّ.

## مؤسسة تيموثي راي براون
في يوليو 2012، أعلن تيموثي براون عن تشكيل مؤسسة تيموثي راي براون في واشنطن العاصمة، وهي مؤسسة مخصصة لمكافحة فيروس نقص المناعة البشرية (HIV).